# Neubad (Luzern)

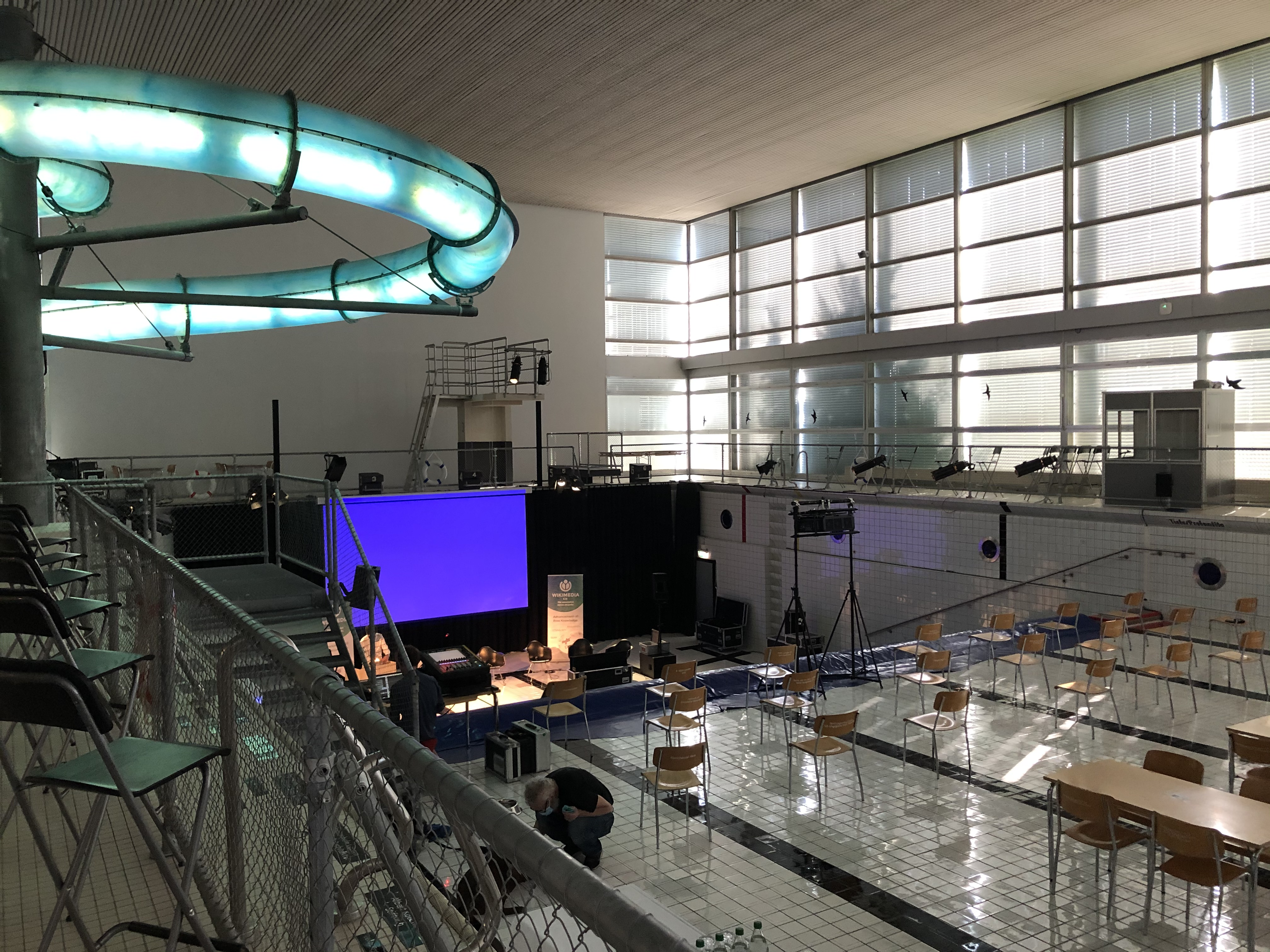
Bühnenbereich im ehemaligen Pool (2021)

Das Neubad ist ein Kultur- und Atelierhaus in Luzern. Es wurde 2013 im ehemaligen städtischen Hallenbad eröffnet und wird vom Verein Netzwerk Neubad als Zwischennutzung betrieben. Diese wurde mehrmals verlängert und dauert noch bis mindestens 2030. Das Neubad verfügt über eine grosse Bühne im ehemaligen Pool, einen Klub und ein Bistro. Im nicht-öffentlichen Teil befinden sich Ateliers und ein Coworking-Space.

## Geschichte
Das Neubad befindet sich im ehemaligen städtischen Hallenbad Biregg. Dieses wurde von Lis und Adolf Ammann entworfen, zwischen 1962 und 1969 gebaut und am 7. Mai 1969 eröffnet. Es diente als öffentliches Schwimmbad und dem Schulsport.
Das Gebäude gilt als ein Hauptwerk des Brutalismus in Luzern. Es handelt sich um einen komplexen, verschachtelt konzipierten Baukörper aus Sichtbeton. Zwei Gebäudeteile bilden den Kern: Der Servicetrakt sowie der markante Kopfbau mit dem 25-Meter-Schwimmbecken, das original – inklusive Plättelung und Rutschbahn – erhalten ist und nun als Veranstaltungsort dient. Der Kopfbau enthielt auch das 1968 entstandene Wandbild «Poseidon», ein Hauptwerk des Luzerner Künstlers Hans Erni (1909–2015). Das Aluminiumrelief misst 120 Quadratmeter und wurde nach der Schliessung des Hallenbades ausgebaut. Es ist bis heute eingelagert.
Am 30. Juni 2012 schloss Luzern sein städtisches Hallenbad. Die Stadt beschloss, die Anlage für eine Zwischennutzung auszuschreiben. So konnte der Verein Netzwerk Neubad, bestehend aus rund 150 Personen und Kleinstunternehmen vorab aus der Kreativwirtschaft, das einstige Hallenbad übernehmen. Er musste den Umbau für rund eine halbe Million Franken finanzieren. Dies gelang mit einem Crowdfunding, den Beiträgen der Vereinsmitglieder, aber auch Zuschüssen von Stiftungen und der öffentlichen Hand. Im Sommer 2013 wurde der Umbau in rund 7000 Stunden Freiwilligenarbeit realisiert. Im September 2013 nahm das Neubad den Betrieb auf.
2017 wurde in einem ehemaligen Kellerraum des Hallenbads der Klub eröffnet. Die Zwischennutzung dauert noch mindestens bis Ende 2030.

## Konzept und Angebot
Das Neubad verbindet Arbeitsplätze, Kultur und Gastronomie. Es hat den Anspruch, auch ein offener Quartiertreffpunkt für die unterschiedlichsten Bevölkerungsgruppen zu sein. Der Betrieb integriert Kunst, Wissenschaft, Kreativwirtschaft, Soziokultur, Bildung, Handwerk und Urban Gardening und versteht sich als Plattform für Vernetzung und Debatte, gerade auch über Fragen der Stadtgesellschaft und der Stadtentwicklung.
Im Neubad finden jedes Jahr rund 300 Veranstaltungen in allen Sparten statt: Musik, Theater, Tanz, Performance, Literatur, Kunst und Clubkultur. Die Veranstaltungen finden vor allem im Pool und im Klub statt.
Das Bistro mit Bar fasst 200 Gäste und dient als Quartiertreffpunkt, aber auch als zusätzlicher Veranstaltungsort.
In den ehemaligen Garderoben befinden sich die Ateliers, im ehemaligen Kinderschwimmbecken der Coworking-Space. Rund 100 Personen teilen sich die 40 Arbeitsplätze.